# وبائيات ذات الرئة
إن ذات الرئة عدوى تنفسية شائعة، تصيب ما يقارب 450 مليون شخص سنويًا وتحدث في جميع أنحاء العالم. تُعد سبب وفاة رئيسي بين جميع الفئات العمرية، إذ أدت إلى 1.4 مليون حالة وفاة في عام 2010 (7٪ من الإجمالي العالمي السنوي) و3.0 مليون حالة وفاة في عام 2016 (رابع سبب رئيسي للوفاة في العالم).
توجد أسباب مختلفة لذات الرئة، بما فيها البكتيريا والفيروسات والفطريات. يمكن التقاط عدوى ذات الرئة من مصادر مختلفة مثل المستشفيات أو المجتمع أو نتيجة استخدام أجهزة التنفس الاصطناعي.
تُصنف ذات الرئة ضمن أنواع عدوى الجهاز التنفسي السفلي، وتُعد من أكثر الأمراض المعدية فتكًا منذ عام 2016. تكون معدلات الإصابة أعلى عند الأطفال دون سن الخامسة والبالغين الذين تزيد أعمارهم عن 75 عامًا. وأعلى بخمس مرات في دول العالم النامي مقارنةً بالإصابات في دول العالم المتقدم. تمتلك مناطق جنوب آسيا وأفريقيا جنوب الصحراء أعلى معدلات انتشار ذات الرئة على مستوى العالم.
يمكننا الوقاية من الإصابة بذات الرئة وعلاجها عبر اللقاحات والعلاجات المناسبة والممارسات الصحية.

## ذات الرئة المكتسبة في المستشفى
تُعرف ذات الرئة المكتسبة في المستشفى بأنها ذات رئة تصيب الفرد في المستشفى بعد 48 ساعة على الأقل من دخوله إليها، وتعد ثاني أكثر الأمراض المكتسبة في المستشفيات شيوعًا، والسبب الرئيسي للوفاة بين أنواع العدوى الأخرى المكتسبة في المستشفيات. يُنظر أيضًا إلى ذات الرئة المكتسبة في المستشفيات على أنها السبب خلف نصف وصفات المضادات الحيوية ضمن المستشفيات في جميع أنحاء العالم.
يوصف نوع فرعي من ذات الرئة المكتسبة في المستشفى، يُعرف باسم ذات الرئة المرتبطة بجهاز التنفس الاصطناعي، وهي ذات الرئة المكتسبة بعد أكثر من 48 ساعة من إجراء عملية التنبيب الرغامي. تصنف أيضًا على أنها العدوى الأكثر شيوعًا في وحدات العناية المركزة (آي سي يو)، إذ تشكل نحو 70-80٪ من حالات ذات الرئة المكتسبة في المستشفيات في وحدات العناية المركزة. يعتمد العامل الممرض الأساسي الذي يسبب ذات الرئة المكتسبة في المستشفى على الموقع الجغرافي؛ رُصد عمومًا ستة أنواع من البكتيريا الأكثر شيوعًا والتي تتسبب في معظم حالات ذات الرئة المكتسبة في المستشفيات، وهي المكورات العنقودية الذهبية، والزوائف الزنجارية، والكليبسيلا، والإشريكية القولونية، وأنواع من البكتيريا الراكدة، وأنواع من البكتيريا الأمعائية. في حين أن غالبية هذه العوامل الممرضة عوامل بكتيرية، فمن الممكن إصابة الفرد بعوامل ممرضة متعددة في وقت واحد تسبب ذات الرئة.

## ذات الرئة المكتسبة في المجتمع
تمثل ذات الرئة المكتسبة في المجتمع معظم حالات ذات الرئة، وتُصنف على أنها حالات ذات رئة تطورت خارج المستشفى أو المرافق الطبية. تعد ذات الرئة المكتسبة في المجتمع إحدى الأسباب الرئيسية للاستشفاء بسبب عامل خمجي. تقف العقدية الرئوية التي تعد عاملًا مرضيًا نموذجيًا خلف نصف حالات هذا النوع من ذات الرئة تقريبًا. تسبب الفيروسات والبكتيريا غير النموذجية التي تصيب الجهاز التنفسي أيضًا عددًا كبيرًا من حالات ذات الرئة المكتسبة في المجتمع. يندرج كل من التقدم في السن، ووجود قصة تدخين، والأمراض المصاحبة، ضمن عوامل الخطر الرئيسية للإصابة بذات الرئة المكتسبة في المجتمع.
قُدر معدل إصابة يتراوح بين 1.5 و14 حالة من ذات الرئة المكتسبة في المجتمع لكل 1000 شخص على مدار السنة في جميع أنحاء العالم. يؤثر كل من الموقع والتركيبة السكانية والفصول في معدلات الإصابة بذات الرئة المكتسبة في المجتمع.